# 슈체코치니

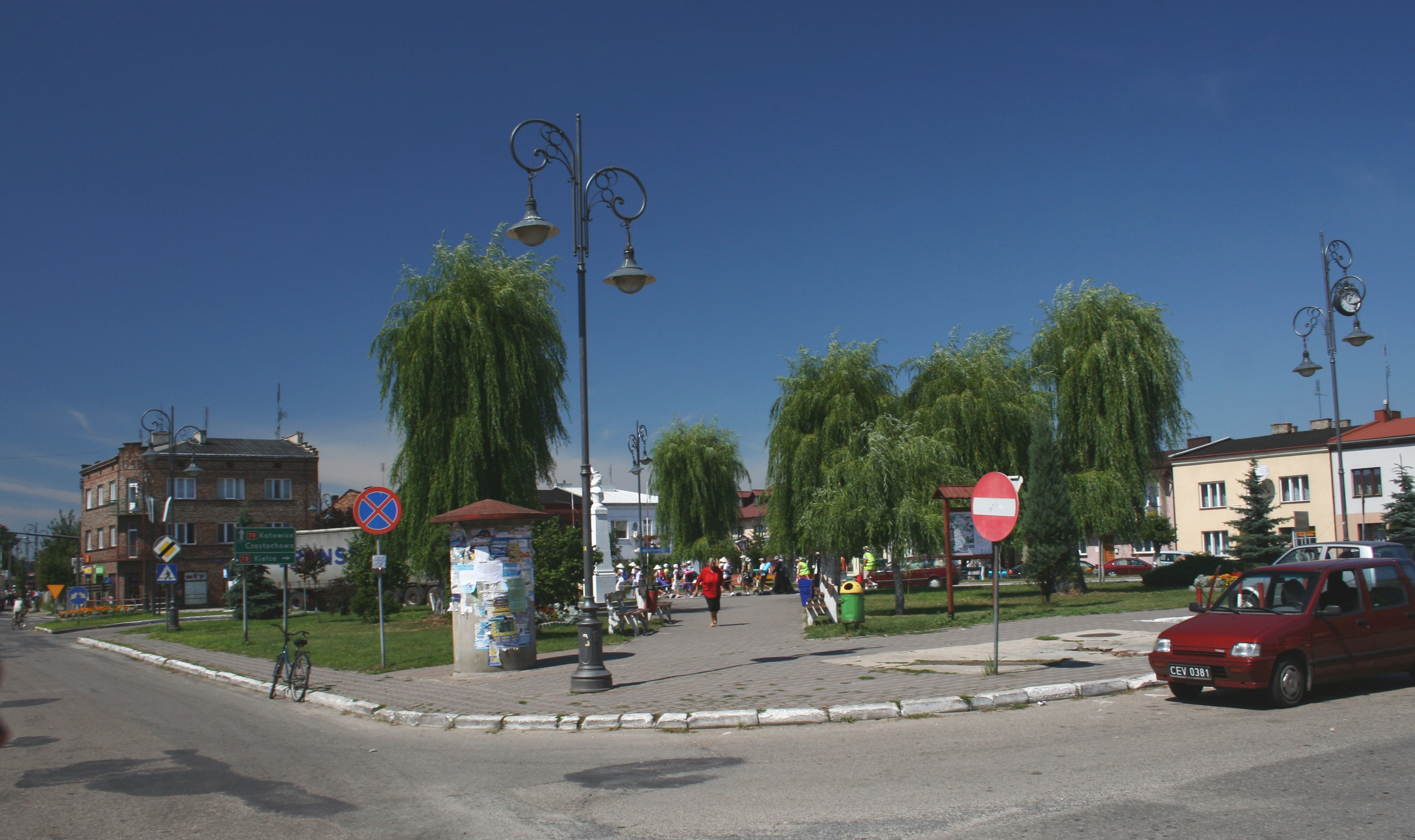
슈체코치니의 시가지

슈체코치니(폴란드어: Szczekociny)는 폴란드 실롱스크주의 도시이다.